# Galactia parvifolia
Galactia parvifolia är en ärtväxtart som beskrevs av Achille Richard. Galactia parvifolia ingår i släktet Galactia och familjen ärtväxter. Inga underarter finns listade i Catalogue of Life.